# Шабан II
Зейнуддін Абуль-Маалі Шабан аль-Ашраф (араб. زین الدین شعبان ثانی; 1353–1376) — мамелюкський султан Єгипту з династії Бахрітів.

## Життєпис
Шабана звів на престол емір Ялбуга у травні 1363 року після повалення султана Мухаммада II. На той момент новому султану було всього десять років. Вплив Ялбуги базувався перш за все на його контролі над цілим військом мамелюків (1500-3000 осіб) — більшим, ніж у самого султана.
10 жовтня 1365 року кіпріоти напали на Александрію та розграбували місто. Ялбуга не повірив попередженню про напад. Тим часом, хрестоносці не змогли захопити міст через канал між Александрією та Нілом і знову почали грабувати. Війна, однак, затягнулась ще на кілька років. Кіпрські кораблі напали на Латакію, Тартус (1367), Триполі, Бейрут і Сідон. Утім мамелюки зуміли швидко оговтатись: фортифікаційні споруди Александрії були відновлені, знову відбудований єгипетський флот.
До 1370 року авторитет Шабана значно зріс. Зважаючи а всі проблеми, що постали перед султаном, він перетворився на енергійного та навіть популярного правителя, оскільки діяв обачливо і грамотно, а також був благочестивим. 1377 року султан планував навіть паломництво до Мекки й підготував усе необхідне. Однак колишні мамелюки померлого Ялбуги скористались такою можливістю, щоб у березні того ж року в результаті державного перевороту захопити каїрську цитадель. Одним з відомих змовників був черкеський мамелюк Баркук, який за Ялбуги деякий час сидів у в'язниці. Шабан був захоплений та задушений. Влада формально перейшла до його старшого сина Алі, а по суті була зосереджена в руках наставника малолітнього султана — Баркука.